# Physaria arenosa
Physaria arenosa är en korsblommig växtart som först beskrevs av John Richardson, och fick sitt nu gällande namn av O'kane och Al-shehbaz. Physaria arenosa ingår i släktet Physaria och familjen korsblommiga växter.

## Underarter
Arten delas in i följande underarter:
- P. a. arenosa
- P. a. argillosa